# ミス・マルクス
『ミス・マルクス』（Miss Marx）は、2020年のイタリア・ベルギーの伝記映画。
監督はスザンナ・ニッキャレッリ、出演はロモーラ・ガライとパトリック・ケネディなど。
思想家カール・マルクスの末娘でイギリスの社会主義者として活動したエリノア・マルクスを描く。
2020年9月に開催された第77回ヴェネツィア国際映画祭で初上映された。

## キャスト
- エリノア・マルクス: ロモーラ・ガライ
- エドワード・エイヴリング（英語版）: パトリック・ケネディ（英語版） - 社会主義者でエリノアの伴侶。
- フリードリヒ・エンゲルス: ジョン・ゴードン・シンクレア（英語版）
- ヘレーナ・デムート（ドイツ語版、英語版）: フェリシティ・モンタギュー（英語版） - カール・マルクス一家の家政婦。
- オリーヴ・シュライナー（英語版）: カリーナ・フェルナンデス（英語版） - 南アフリカの作家。
- ラウラ・マルクス（英語版）: エマ・カニフェ（英語版） - エリノアの姉。
- ポール・ラファルグ: ジョージ・アレンデル（オランダ語版） - フランスの社会主義者でラウラ・マルクスの夫。
- ジョニー・ロンゲ（フランス語版）: セレスタン・ライランド - エリノアの姉ジェニー・ロンゲ（フランス語版）とフランスのジャーナリスト、シャルル・ロンゲ（フランス語版）の息子。
- フレデリック・デムート: オリヴァー・クリス - カール・マルクスとヘレーナ・デムートとの私生児。
- エイヴリングの後妻となる若い女優: アレクサンドラ・ルイス
- ゲルティ: ジョージナ・サドラー
- ヴィルヘルム・リープクネヒト: ミエル・ヴァン・ハッセルト -  ドイツの政治家。
- ハヴロック・エリス: フレディ・ドレイブル - イギリスの性科学者。
- カール・マルクス: フィリップ・グレーニング（ドイツ語版）

## 作品の評価
Rotten Tomatoesによれば、13件の評論のうち高評価は46%にあたる6件で、平均点は10点満点中5.5点となっている。